# Alice Stone Blackwell
Alice Stone Blackwell  née le 14 septembre 1857 à Orange dans l'État du New Jersey, morte le 15 mars 1950 à Cambridge dans l'État du Massachusetts est une essayiste, traductrice, diariste, suffragette américaine, aussi féministe, journaliste, réformatrice sociale et militante pour les droits humains.
En 1893, elle devient la directrice de publication du Woman's Journal.
Alice Stone Blackwell est élue secrétaire générale de la National American Woman Suffrage Association créée en 1890, charge qu'elle conserve pendant presque vingt ans.

## Biographie

### Jeunesse et formation

#### Des parents militants de la cause des femmes
Alice Stone Blackwell naît le 14 septembre 1857 à East Orange, dans l'État du New Jersey, elle est la fille unique de Henry Browne Blackwell et de Lucy Stone. Son père est le fils d'un raffineur de sucre britannique qui émigra en 1832 pour s'installer à Cincinnati où il fait la connaissance de celle qui deviendra sa femme, Lucy Stone, native de Boston, diplômée de l'Oberlin College et connue pour être une des leaders de la promotion et de la défense des droits des femmes, cause qu'il soutient. La résidence du couple devient un centre  de promotion des droits des femmes, des personnalités telles que William Lloyd Garrison ou Julia Ward Howe leur  rendent souvent visite. C'est dans cette ambiance que grandit la jeune Alice Stone Blackwell,,,,

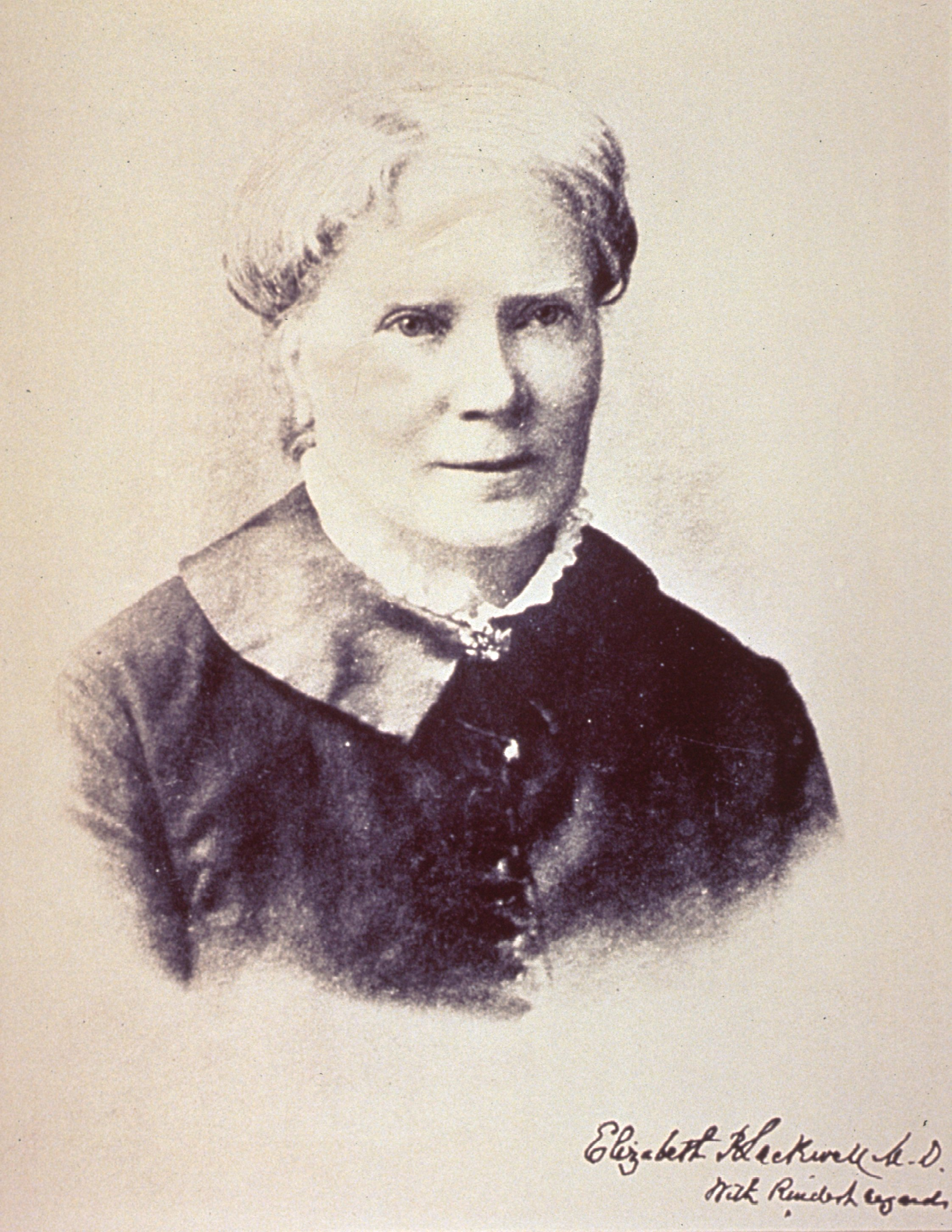
Portrait photographique d'Elizabeth Blackwell.

#### Des tantes exceptionnelles
Sa tante Elizabeth Blackwell, est la première femme à obtenir le doctorat de médecine aux États-Unis. Son autre tante, Antoinette Brown Blackwell, est la première femme ordonnée pasteur aux États-Unis.

#### Une enfance itinérante
Pendant toute une partie de sa jeunesse Alice Stone Blackwell suit son père dans ses voyages d'affaires, accompagné de son épouse qui profite de chaque halte pour donner des conférences,.

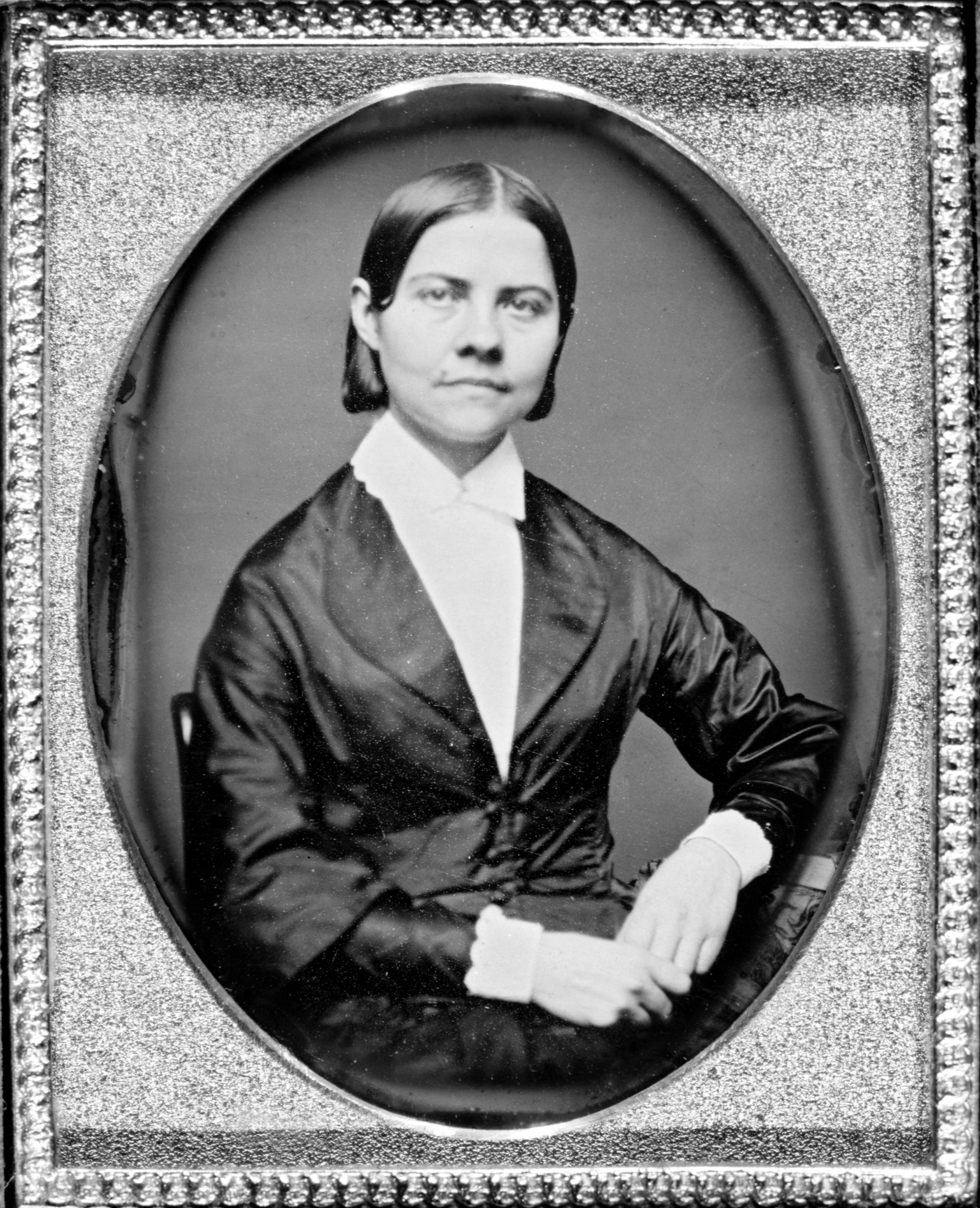
Portrait de Lucy Stone par daguerréotype.

#### La vie à Dorcester
Après des années d'itinérance passées d'hôtel en location de cottage, les Blackwells quittent le New Jersey pour se stabiliser en 1869 à Dorcester dans la banlieue de Boston. Sa mère Lucy Stone y fonde l'American Woman Suffrage Association (AWSA) et lance le Woman's Journal, organe de l'AWSA.

#### Formation scolaire
Alice Stone Blackwell commence ses études primaires au sein d'une école dirigée par Jane Andrews (author) (en) à Newburyport ville proche de Boston, puis à la Harris Grammar School de Dorchester, à la Chapel Hill – Chauncy Hall School (en) et enfin à l'Abbot Academy (en) d'Andover dans le Massachusetts,.

#### Études universitaires
En Alice Stone Blackwell est acceptée par l'université de Boston, elle est l'une des 2 étudiantes alors que sa promotion compte 26 étudiants. elle en sort diplômée avec les honneurs en 1881, à l'âge de 24 ans. Pendant ses études elle acceptée comme membre de la fraternité Phi Beta Kappa,,,.

### Carrière

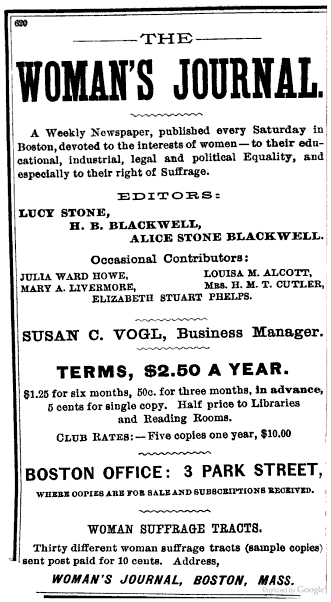
Publicité pour le Woman's Journal, en 1887.

#### La journaliste et directrice de publication

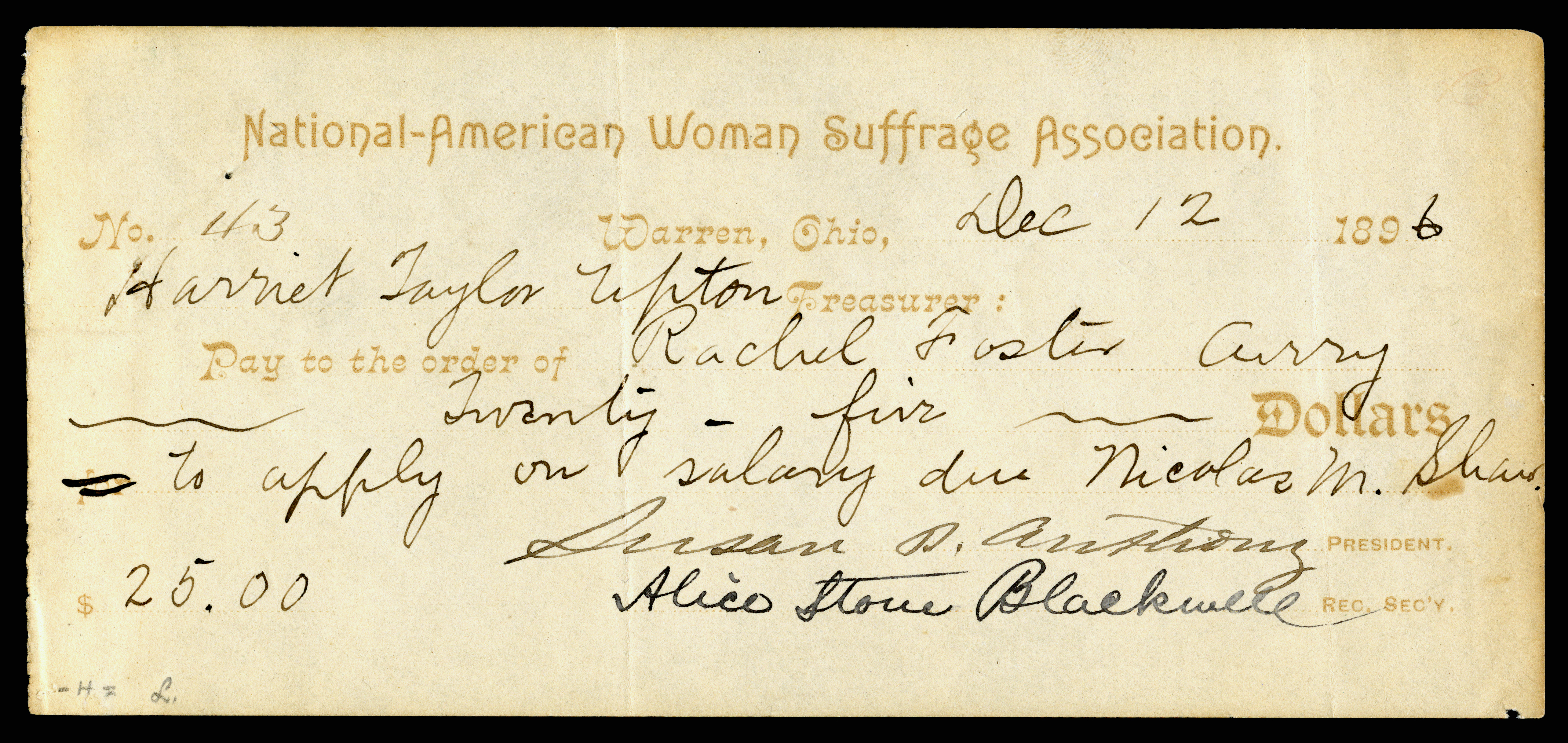
Signature d'un chèque NAWSA par Susan B. Anthony et Alice Stone Blackwell en 1896

Une fois sortie diplômée de l'université de Boston, Alice Stone Blackwell commence à travailler pour le Woman's Journal, Ses articles, du fait de sa jeunesse, apportent un renouveau quant à la défense et la promotion du droit de vote des femmes. À partir de 1884, son nom figure à la suite de ses parents sur la page de garde du journal. Après la mort de sa mère en 1893, Alice assume le poste de directrice de la publication du journal jusqu'en 1917. Elle publie également de 1887 à 1905 le Women's Column, un supplément hebdomadaire pro-suffrage gratuit inséré dans le journal,,.

#### Unir les mouvements pour de droit de vote des femmes
Alice Stone Blackwell, sous les conseils de sa  mère intervient comme médiatrice pour établir une trêve  entre les querelles qui opposent deux organisations du mouvement pour le droit de vote des femmes : l'American Woman Suffrage Association et la National Woman Suffrage Association de Susan B. Anthony. En 1890, au bout de nombreuses tractations, elle parvient à unir les deux mouvements en créant la National American Woman Suffrage Association (NAWSA). À la suite de la fondation de la (NAWSA), elle en est élue au poste de secrétaire générale, charge qu'elle assume pendant presque deux décennies de 1890 jusqu'en 1918,,.

#### La cause des arméniens

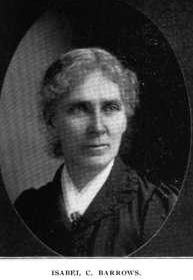
Portrait photographique de Isabelle Barrows.

Après la mort de Lucy Stone en 1893, Alice Stone Blackwell est libre de s'affranchir du conservatisme prudent de sa mère. Grâce à son amie Isabel Barrows (en), et une courte romance avec un étudiant arménien, Johannes Chatschumian, elle s'intéresse au sort des Arméniens persécutés par les autorités ottomanes, elle prend contact avec les associations arméniennes présentes sur le sol américain,,.

#### L'engagement contre le despotisme tsariste

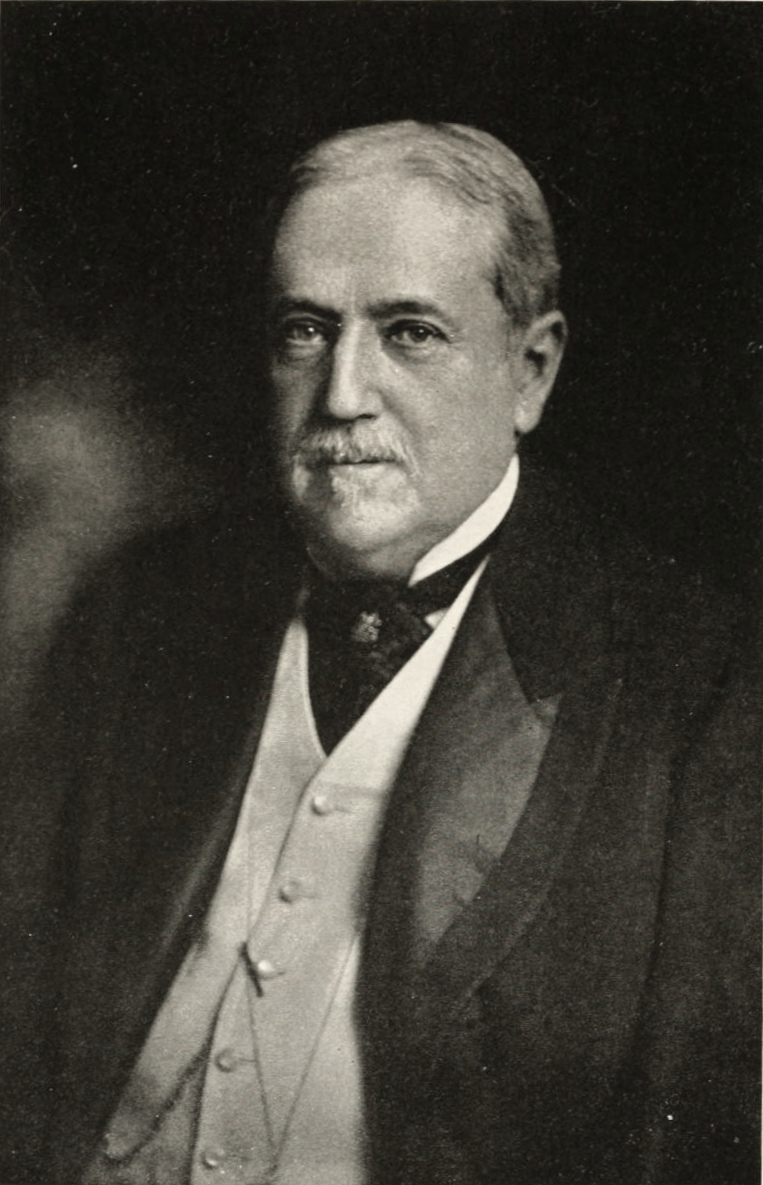
Portrait photographique de William Dudley Foulke.

Avertie des actions autant violentes qu'arbitraires du tsarisme russe, Alice Stone Blackwell rejoint des opposants au tsarisme comme William Dudley Foulke (en) ou George Kennan, ensemble ils font revivre la Society of Friends of Russian Freedom (en),. 
C'est à cette occasion que Alice Stone Blackwell rencontre Catherine Brechkovski surnommée la « grand-mère de la révolution russe ».

#### La traductrice

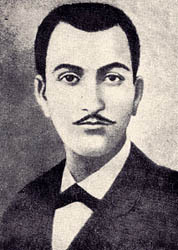
portrait du poète arménien Bedros Tourian

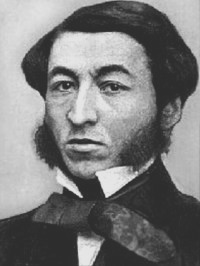
Portrait photographique du poète arménien Mikael Nalbandian.

Afin de faire connaître la littérature des opprimés, Alice Stone Blackwell avec l'aide de ses amis réfugiés, commence à traduire et publier des poèmes arméniens, russes, yiddish, magyars et mexicains. C'est ainsi qu'elle publie en 1896 Armenian Poems, ce recueil comprend des oeuvres de Bedros Tourian, Michael Nalbandian et de Raphael Patkanian (en). Dix ans après, elle publie d'autres traductions comme Songs of Russia en 1906,,.

#### Autres engagements
Tout en gardant sa charge de secrétaire générale de la NAWSA,  Alice Stone Blackwel adhère à divers mouvements comme la Woman's Christian Temperance Union, la National Anti-Vivisection Society (en), la Women's Trade Union League, la National Association for the Advancement of Colored People et l'American Peace Society,.

#### Nouvelles orientations et radicalisation
Avec la première guerre mondiale, Alice Stone Blackwel quitte le comité de rédaction du Woman's Journal. Après la ratification du Dix-neuvième amendement de la Constitution des États-Unis qui donne le droit de vote aux américaines, son esprit se radicalise. Ne voulant pas que les femmes ne soient que des forces d'appoint au bipartisme américain (Parti démocrate, Parti républicain) elle participe à la création de la section de la League of Women Voters du Massachusetts. Elle soutient la candidature de Robert M. La Follette lors de l'élection présidentielle américaine de 1924,.

#### La «suspecte»
Avec la promulgation de l'Espionage Act of 1917, Alice Stone Blackwel connait la censure, plusieurs de ses articles sont refusés par la presse, elle est chassée du conseil d'administration de l'université de Boston, la publication de sa correspondance de militante est interdite par crainte des polémiques et controverses qu'elle pourrait susciter,. 

#### L'affaire Sacco et Vanzetti
Lorsqu'éclate les controverses autour du procès de Nicola Sacco et Bartolomeo Vanzetti, Alice Stone Blackwell prend fait et cause en leur faveur, comme d'autres, elle est convaincue de leur innocence et elle leur envoie une correspondance volumineuse durant leur séjour en prison. Depuis elle devient une figure incontournable que l'on rencontre  dans tous les meetings de protestation de Boston,.

#### Le déclin
Entre deux venues à Boston, Alice Stone Blackwell se repose dans sa maison de campagne de Dorcester ou dans le domaine viticole où elle s’occupe de sa cousine Kitty Barry, sa fille adoptive, et rédige la biographie de sa mère. Lorsque est publié Lucy Stone, Pioneer of Woman's Rights en 1930, c'est l'aboutissement de quarante ans de travail. Durant la décennie suivante elle devient aveugle. Profitant de son état, son agent commercial la dépouille d'une grande partie de ses biens, cela dit, elle est soutenue financièrement jusqu'à sa mort par des amies dont Eleanor Roosevelt et Carrie Chapman Catt. En 1936, après la mort de sa cousine Kitty Barry, Alice Stone Blackwell se retire dans un appartement à Cambridge,.

### La fin
Alice Stone Blackwell  meurt le 15 mars 1950 à Cambridge à l'âge de 92 ans. Après ses funérailles son corps est incinéré et ses cendres sont déposées dans le columbarium du cimetière de Forest Hills à Boston,.

## Archives
Ses documents, lettres, photographies sont déposés à la Schlesinger Library, Radcliffe Institute for Advanced Study de l'université d'Harvard.

## Hommage
Sa maison à Uphams Corner (en) situé à Dorchester dans la proche banlieue de Boston.

## Œuvres

### Essais, biographies
- (en-US) The Little Grandmother of the Russian Revolution : Reminiscences and Letters of Catherine Breshkovsky, Boston, Massachusetts, Little, Brown, and Company (réimpr. 2009, 2011, 2015) (1re éd. 1918), 369 p. (ISBN 9781340596903, OCLC 604756989, lire en ligne),
- Lucy Stone : Pioneer of Woman's Rights  (préf. Randolph Hollinghurst), New York (réimpr. 2001, 2007, 2010) (1re éd. 1930), 348 p. (ISBN 9781163157831, OCLC 1224924683, lire en ligne),

### Traductions
- Armenian Poems, Boston, Massachusetts, Roberts (réimpr. 1917, 1978, 2010, 2012, 2018) (1re éd. 1896), 312 p. (ISBN 9781334391521, OCLC 6879201, lire en ligne),
- Songs Of Russia : Rendered Into English, Dorchester, Massachusetts, Alice Stone Blackwell (réimpr. 2018) (1re éd. 1906), 72 p. (ISBN 9781378485521, OCLC 870888337, lire en ligne),
- Alice Stone Blackwell, Ezekiel Leavitt et Gotthard Deutsch, Songs of Grief and Gladness and "Deborah", Saint Louis, Michigan, Press of the Modern View (réimpr. 1917, 2016) (1re éd. 1907), 93 p. (ISBN 9781355302285, OCLC 664737286, lire en ligne),
- Some Spanish-American Poets  (préf. Isaac Goldberg), New York et Londres, D. Appleton and Company (réimpr. 1937, 1968) (1re éd. 1929), 610 p. (ISBN 9780837100227, lire en ligne),

### Journal intime
- (en-US) Marlene Deahl Merrill (dir.), Growing up in Boston's Gilded Age : The Journal of Alice Stone Blackwell, 1872-1874, New Haven, Connecticut, Yale University Press, 1990, 270 p. (ISBN 9780300047776, lire en ligne)

## Pour approfondir